# Temple Ongnyongsa
Le temple Ongnyongsa est un site archéologique situé dans le myeon de Okryong, Gwangyang, Jeolla du Sud. Construit pendant la période Silla, il fut désigné désigné site historique de la Corée du Sud n° 407 le 3 août 1998.

## Histoire
Le temple Ongnyongsa est un site sacré bouddhiste qui occupe une place très importante dans l'histoire bouddhiste coréenne en tant que lieu où Doseon (en), un grand prêtre exceptionnel et maître du feng shui coréen à la fin de la période Silla, y séjourna pendant 35 ans et y enseigna.
Le temple Ongnyongsa était un petit ermitage à la fin de la dynastie Silla, mais Doseon le transforma en 864. Des centaines de moines affluèrent pour entendre ses enseignements et une école appelée la branche Ongnyongsa se forma. Il fut détruit par un incendie à la fin de la dynastie Joseon.
Sur le site, il y avait un monument et une tour, mais ils ont tous disparu vers 1920, et seule l'inscription dongmunseon put être retrouvée.

## Légendes
Selon une légende, ce site était à l'origine un grand étang, où neuf dragons vivaient et tourmentaient le peuple. On dit que Doseon chassa les dragons, mais qu'un dragon blanc revint, alors il l'aveugla le avec un bâton, fit bouillir l'eau de l'étang, le chassa et nettoya le site avec du charbon de bois.
Selon d'autres légendes, les camélias autour du temple ont été plantés pour compenser la faible énergie du sol, formant une forêt dense sur 7 ha., et Doseon aurait ordonné à ses disciples de cultiver du thé pour entraîner leur esprit et leur corps.

## Archéologie
Grâce aux fouilles et aux recherches sur le site, les emplacements des bâtiments ont été confirmés, et 80 fragments des monuments ont été trouvés. Un cercueil contenant des ossements - que l'on pense être ceux de Doseon - a également été mis au jour. Le site donne des indices pour la recherche sur les anciennes coutumes funéraires des moines bouddhistes très respectés.